# Louise Herping Ellegaard
Louise Herping Ellegaard (født i 1980) er en dansk iværksætter og investor i DR's forretnings-program Løvens Hule. Hun er opvokset i Ansager og har haft sine ungdomsår på Grindsted Gymnasium. Hun studerede en bachelor i historie på SDU, har en cand.mag. i historie, medier og kultur fra KU, og en HD i International Business fra CBS.[kilde mangler] I 2006 udviklede hun idéen til Clio sammen med en ven fra hendes studietid, Janus Benn Sørensen, og hans gymnasiekammerat, Lasse Guldsborg. Clio blev officielt grundlagt i 2006 af Janus Benn Sørensen, Louise Herping og Lasse Guldsborg. CLIO som er landets største platform med digitale læringsmidler til folkeskolen. I 2018 solgte hun og hendes partnere deres andel i Clio til den svenske mediekoncern Bonnier for ca. 300 millioner kr.
Louise Herping har siden investeret i flere tech-virksomheder. Hendes portefølje består i dag bl.a. af Maneno, My Monii, On Robot, Pentalock og Tiimo. Ifølge cvr-registeret er hun god for omkring 90 mio. kr. 